# Tres
Tres é uma comuna italiana da região do Trentino-Alto Ádige, província de Trento, com cerca de 657 habitantes. Estende-se por uma área de 14 km², tendo uma densidade populacional de 47 hab/km². Faz fronteira com Coredo, Coredo, Smarano, Sfruz, Taio, Cortaccia sulla Strada del Vino (BZ), Vervò.